# 哀愁のページ (アルバム)
『哀愁のページ』（あいしゅう - ）は、南沙織通算2枚目のカヴァー・アルバム。1972年9月21日発売。発売元はCBS・ソニー。

## 解説
LP帯コピー：あなたのリクエストにこたえる好評のサオリ・ヒット・ポップス!
4thシングル「純潔」のB面曲「素晴らしいひと」を含む、4枚目のスタジオ・アルバムだが、実態はカヴァー・アルバムである。アルバム・タイトルになっており、本作にも収録されている「哀愁のページ」が5thシングルとして同時発売された（B面曲は未収録の「美しい娘たち」）。
2ndアルバム『潮風のメロディ』同様、往年のオールディーズ・ナンバーを中心とした選曲となっている。シンガーソングライターの草分け的存在と言われる機会の多い、キャロル・キングの手がけた楽曲が多く収録されている。
35周年CD-BOX『Cynthia Premium』に収納された紙ジャケット盤には、アルバム未収録であった「哀愁のページ」のB面曲「美しい娘たち」がボーナス・トラックとして収録された。
CDパッケージでの生産は中止されており、音楽配信でのみ購入が可能である。

## 収録曲

### オリジナル盤
- 全編曲: 葵まさひこ

1. 哀愁のページ
  - 作詞: 有馬三恵子 作曲・編曲: 筒美京平
  - 5thシングル。
2. ターミー Tammy
  - 作詞・作曲: Jay Livingston, Ray Evans
  - オリジナル歌唱: Debbie Reynolds
3. カラーに口紅 Lipstick on Your Collar
  - 作詞・作曲: Edna Lewis, George Goehring
  - オリジナル歌唱: Connie Francis
4. 君のともだち You've Got a Friend
  - 作詞・作曲: Carole King
  - オリジナル歌唱: Carole King、James Taylorなど
5. ダウンタウン Downtown
  - 作詞・作曲: Tony Hatch
  - オリジナル歌唱: Petula Clark
6. ゴー・アウェイ・リトル・ガール Go Away, Little Girl
  - 作詞・作曲: Gerry Goffin, Carole King
  - オリジナル歌唱: Steve Lawrence, The Happenings, Donny Osmondなど
7. 小さな愛の願い It's Going to Take Some Time
  - 作詞・作曲: Carole King, Toni Stern
  - オリジナル歌唱: Carpenters
8. 恋はひと目ぼれ To Know Him Is to Love Him
  - 作詞・作曲: Phil Spector
  - オリジナル歌唱: The Teddy Bears
9. ライオンは寝ている The Lion Sleeps Tonight
  - 作詞・作曲: George David Weiss, Hugo Peretti, Luigi Creatore
  - オリジナル歌唱: The Tokens
10. ネイビー・ブルー Navy Blue
  - 作詞・作曲: Bob Crewe, Eddie Rambeau, Bud Rehak
  - オリジナル歌唱: Diane Renay
11. 木枯しの少女 She's My Kind of Girl
  - 作詞・作曲: Bjorn Ulvaeus, Benny Andersson
  - オリジナル歌唱: Bjorn and Benny
12. 素晴らしいひと
  - 作詞: 有馬三恵子 作曲・編曲: 筒美京平
  - 4thシングル「純潔」のB面曲。

### Cynthia Premium盤
1. 哀愁のページ
2. ターミー
3. カラーに口紅
4. 君のともだち
5. ダウンタウン
6. ゴー・アウェイ・リトル・ガール
7. 小さな愛の願い
8. 恋はひと目ぼれ
9. ライオンは寝ている
10. ネイビー・ブルー
11. 木枯しの少女
12. 素晴らしいひと
13. 美しい娘たち（ボーナス・トラック）
  - 作詞: 土橋正之・有馬三恵子、作曲・編曲: 筒美京平
  - 5thシングル「哀愁のページ」のB面曲。

## 発売履歴
- 1972年09月21日 - LP
- 1991年06月15日 - CD （CD選書）
- 2006年06月14日 - CD-BOX（紙ジャケット・高音質マスターサウンド）